# هيرمان كانط
هيرمان كانط (بالألمانية:  Hermann Kant). ولد في 14 حزيران/يونيو 1926 في هامبورغ؛ توفي في 14آب/أغسطس 2016 في نويسترليتس. كاتب ألماني وسياسي من حزب الوحدة الاشتراكي الألماني. ترجمت كتبه إلى عدة لغات وحققت طبعات عالية في جمهورية ألمانيا الديمقراطية. أهم أعماله رواية «القاعة» (بالألمانية: Die Aula) . شغل كانط عددًا من المناصب في جمهورية ألمانيا الديمقراطية: بين 1981 و 1990، فكان عضوًا برلمان جمهورية ألمانيا الديمقراطية، وكان عضوا في لجنة الحزب المركزية في الأعوام 1986 إلى 1989.

## حياته

### شبابه
وُلد هيرمان كانط في هامبورغ عام 1926 ابنا لعامل مصنع وبستاني فقير. شقيقه الأصغر هو كاتب قصص الأطفال أوفيه كانط ويصغره بعشر سنوات. في عام 1940 انتقلت العائلة هربا من غارات الحلفاء على هامبورغ إلى مدينة بارشيم حيث كان يعيش جده لأبيه ويعمل خزّافا. بعد إتمامه الدراسة الابتدائية بدأ تدريبًا مهنيًا كهربائيًا في بارشيم وأكملها بنجاح في عام 1944. في 8. ديسمبر 1944 توجه إلى أدى الخدمة العسكرية في الجيش الألماني الفيرماخت، وأسر لدى البولنديين، حيث سُجن لأول مرة في سجن موكوتوف في وارسو، وبعد ذلك في معسكر عمل يقع على أراضي حي اليهود في وارسو. في معسكر أسرى الحرب الألمان كان كانط أحد مؤسسي لجنة مناهضة الفاشية ومعلما في مدرستها المركزية، وفي تلك الفترة التقى بالكاتبة آنا سيغيرس، التي تركت انطباعًا دائمًا عليه. بعد إطلاق سراحه في عام 1949 ذهب إلى جمهورية ألمانيا الديمقراطية وانضم إلى حزب الوحدة الاشتراكي هناك.
في عام 1952 حصّل كانط شهادة الثانوية الألمانية (بالألمانية: Abitur) في كلية العمال والفلاحين (ABF) في غرايفسفالد، وفي الاعوام 1952 إلى 1956 درس الأدب الألماني في جامعة هومبولت في برلين، حيث قدم أطروحة دبلوم بعنوان تمثيل بنية الجيش الألماني الفاشي الأيديولوجية السياسية في رواية «ستالينجراد» للكاتب لبليفييه . بعدها عمل كانط حتى عام 1957 بمركز مساعد باحث في معهد الادب الألماني، وتولى في الاعوام 1957 إلى 1959 منصب رئيس تحرير مجلة الطلاب توا ريس (بالألمانية: Tua res). في عام 1960 أصبح موظفًا مستقلاً في جمعية كتاب ألمانيا الديمقراطية.

### الكاتب

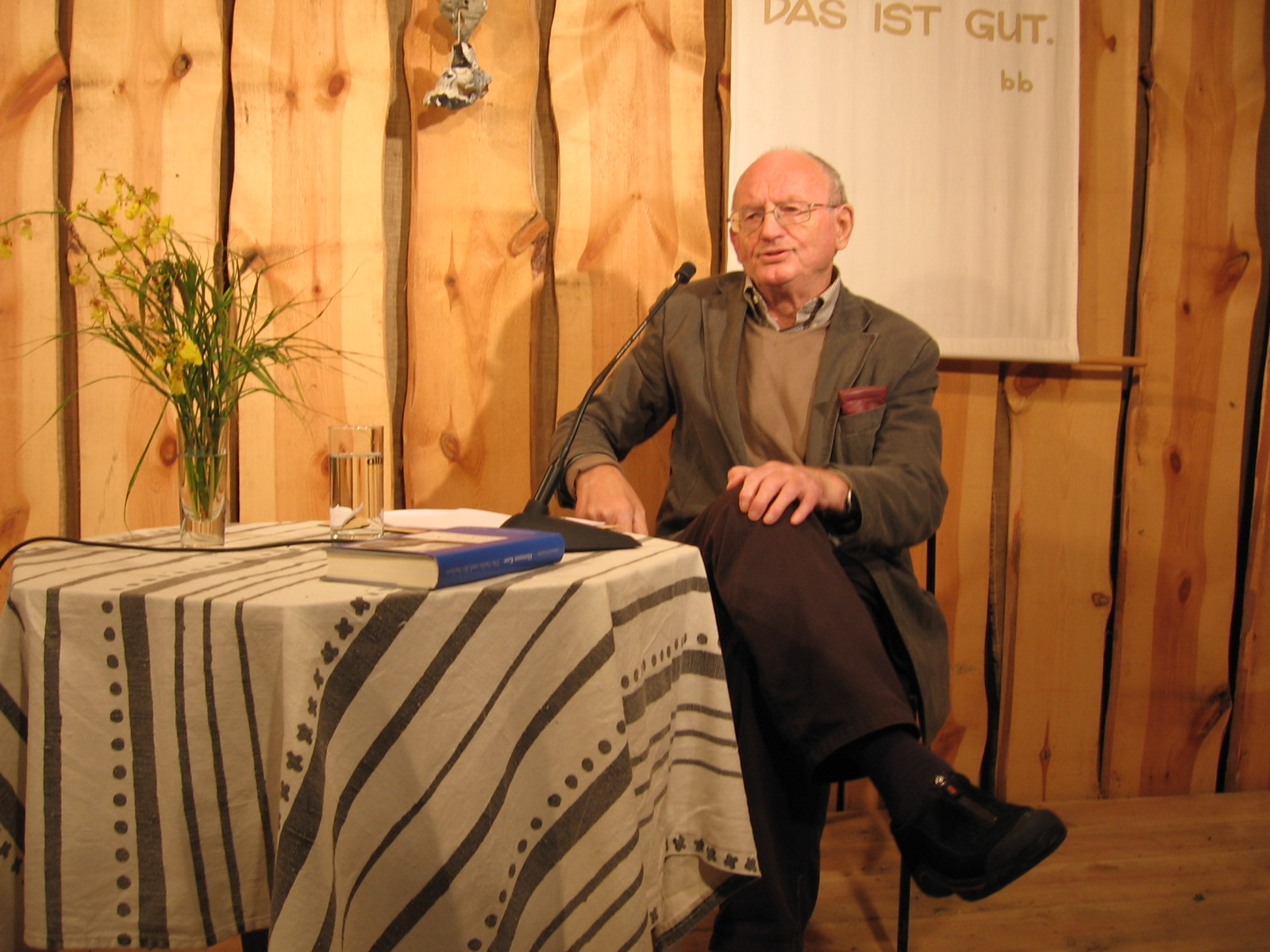
هيرمان كانط (2008)

كان كتاب كانط الأول عبارة عن كتاب قصص قصيرة بعنوان «بعضاً من بحيرة الجنوب» (بالألمانية: Ein Bisschen Südsee) الذي نُشر عام 1962. في هذا العمل تظهر تأثيرات القصة القصيرة الأمريكية المبكرة، ومؤلفين مثل أوليفر هنري التي كانت جديدة على كانط وعلى الأدب الألماني في تلك الفترة، والتي يتميز أسلوبها بالسخرية (الذاتية أيضا).
في روايته الأولى، «القاعة» التي نشرت عام 1968 وصف كانط تجاربه الذاتية في كلية العمال والفلاحين. تدور أحداث الرواية حول إغلاق كلية العمال والفلاحين ABF، ويطلب من الراوي أن يلقي خطابًا في حفل تخريج فوجها الأخير يروي فيه مصير زملائه الطلاب، وبالتالي جزءًا من حياته الخاصة وأيام الريادة في جمهورية ألمانيا الديمقراطية في بداياتها. نالت هذه الرواية التي عدها هيرمان فيغمان أوسع روايت كانط شهرة وأفضلها شهرة واسعة في شقي ألمانيا الشرقي والغربي، ويعود ذلك أيضًا للجدل الذي أثارته الرواية التي نوقشت بطرحين متناقضين في الشرق والغرب. ففي حين امتدح في الشرق االتزام شخصيات الرواية الحزبي بالتطور الاشتراكي، اتهم مارسيل رايش-رانيكي كانط بالجبن والتقاعس عن كتابة الحقيقة عن الأوضاع في ألمانيا الديمقراطية.
في عام 1972 نُشرت رواية «هيئة التحرير» (بالألمانية: Das Impressum) التي يتجلى فيها اسلوبه بإتقان أكبر. سبق النشر نزاع طويل مع قطاع من البيروقراطية الثقافية في جمهورية ألمانيا الديمقراطية اتهم كانط بعرض صورة مغلوطة عن التناقضات الاجتماعية. في العام 1976 نشر الرواية التربوية «الإقامة» (بالألمانية: Der Aufenthalt)، التي تروي قصة الفتى مارك نيبور، الألماني الذي سجن بالخطأ كمجرم حرب. في هذه الرواية لم يعد ل«بطل» كانط بشخصيات الرواية الاشتراكية الإيجابيين المعهودين، ولا تصف الرواية «تحولا» مثاليا في شخصية البطل، ولا استنارة ولا إقناع، بل معرفة خلال «خيبة الأمل». في العام 1983 أنتجت شركة الفيلم الألمانية الشرقية DEFA فيلم «الإقامة» القائم على أحداث الرواية.
بالإضافة إلى ذلك، كتب كانط نصوصًا وسيناريوهات أفلام، منها سيناريو لفيلم جونتر رايخس «يا لسعادتك!» (بالألمانية:  Ach Du Fröhliche) عام 1962 ومثل فيه دورا جانبيا، وكذلك، حسب زعمه،لفيلم أولريخ تيين التلفزيوني «في منتصف الشتاء البارد» (بالألمانية: Mitten im kalten Winter) عام 1968.
ابتداء من العام 1970 حاز كانط على مركز مهم في الأدب المعاصر في ألمانيا الشرقية فترض "دورا مهما" في الأدب المعاصر GDR واعتبر ممن ساهموا بوضوح في تكوينه.، فعلى سبيل المثال وصف هاينر مولر في سيرته الذاتية قصة كانط "العصر البرونزي" (بالألمانية: Bronzeit) عام 1986 بأنها "أحدّ القصص الألمانية الشرقية سخرية من بين التي قرأها في السنوات الأخيرة. ولكن الكثيرين من الزملاء والناقدين الأدبيين والاجتماعيين اعتبروا كانط "نموذجًا وخلاصة للكاتب الأدبي المتلون والمتحول"  ، الذي يناور بين الانصياع والمواجهة، وتعزز هذا الانطباع بفعل موقفه المتردد بصفته موظفا أدبيا، وهكذا ظل كانط "واحدا من أكثر الشخصيات إثارة للجدل في أدب جمهورية ألمانيا الديمقراطية"، في الشرق والغرب.
في فترة ما بعد الوحدة الألمانية عام 1989 نشر كانط سيرته الذاتية «خاتمة» (بالألمانية: Abspann) عام 1991، التي اعتبر ناقده الباحث لألماني بول غيرهارد كلوسمان أنه «وظف فيها عدة وسائط فنية من أجل وضع مواقفه وسلوكه وأفعاله في جمهورية ألمانيا الديمقراطية في ضوء مشرق وودود». في العام 1994 نشر رواية كورموران (بالألمانية: Kormoran). رواياته المتأخرة تقوم أيضا على سيرته الذاتية: في روايته «أوكورينا» (بالألمانية: Okorina) التي ظهرت عام 2002 وعدها البعض «تبريرية» تعود الشخصية الرئيسية في روايته الأقدم «الإقامة» مارك نيبور وتتحول من جندي فيرماخت إلى مناهض للفاشية، أما في روايته «سينما» (بالألمانية: Kino) فيراقب كاتب عجوز المارة في شارع للمشاة في هامبورغ. في العام 2002 ظهرت روايته الآخيرة «معرفة» (بالألمانية: Keuuung) .

### موظف الدولة

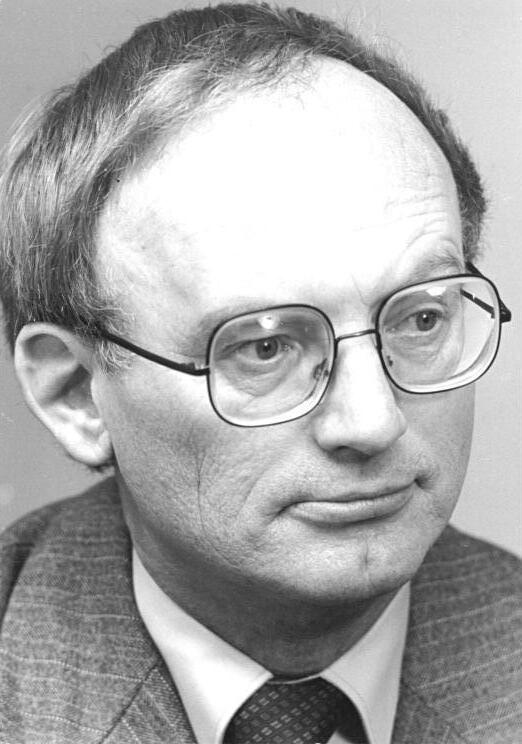
هيرمان كانط (1982)

تولى كانط منصب سكرتير الحزب للمنظمات القاعدية لطلاب الأدب الألماني جامعة هومبولدت في الخمسينيات وأصبح فيما بعد عضوًا في القيادة الحزبية للجامعة. بين عامي 1974 و1979 كان عضوًا في قيادة الSED لمنطقة برلين، ومن 1981 إلى 1990 عضوًا عن حزب الوحدة الاشتراكي في برلمان جمهورية ألمانيا الديمقراطية. بين العامين 1986 ز1989 كان كانط عضوًا في لجنتة المركزية، وصار بعد الوحدة الألمانية عضوا في حزب الاشتراكيين الديمقراطيين الألماين (PDS) منذ تأسيسه عام 1990.
نال عام 1959 عضوية اتحاد كتاب ألمانيا الديمقراطية، وفي عام 1964 صار عضوًا في مركز "PEN" للشرق والغرب وتولى رئاسته في الأعوام 1967 إلى 1982. في عام 1969 أصبح نائب رئيس جمعية كتاب ألمانيا الديمقراطية، ثم انتخب عام 1978 رئيسا لاتحاد الكتاب خلفا لآنا سيغهرز، وشغل هذا المنصب حتى العام 1990. منتقدوا كانط أشاروا إلى دور له في سحب الجنسية من الكاتب المنشق وولف بيرمان عام 1976 وأن نجاحه البارع في إدارة تلك الأزمة هو ما مهد طريقه لتولي المنصب 
قربه المثير للجدل من مكتب الجزب الحاكم السياسي  بدى واضحا في مواقفه العلنية في تأييد العقوبات والإجراءا التي اتخذتها السلطة تجاه معارضيها. في عام 1976 على سبيل المثال علق على نقل الكاتب راينر كونز بعبارة "يأتي الوقت، تننهي القمامة" ، وفي عام 1979، وافق على استبعاد تسعة كتاب من فرع الاتحاد في مقاطعة برلين، منهم أدولف إندلر، وستيفان هيم، وكارل هاينز جاكوبس، وكلاوس شليزنجر، وبرر كانط هذا الإجراء لاحقًا بتهديد السكرتير الأول لقيادة فرع الحزب في برلين، كونراد ناومان بحل الفرع. من ناحية أخرى، حاول كانط أكثر من مرة الوساطة بين الكتاب والبيروقراطية الثقافية الحزبية، ففي عام 1978 ساعد إريك لويست في جهوده من أجل إعادة طبع كتاب "سيـتخذ مساره (بالألمانية: Es geht Seine Gang) في 10.000 نسخة في دار نشر في ولاية تورينغين، حيث هدد بالاستقالة، وفي عام 1987 أيد بحذر محاولة غونتر دي بروين وكريستوف هاين تخفيف "إجراءات الموافقة على الطباعة"، أي الرقابة.

### بعد سقوط الجدار
استقال كانط عام 1992 من أكاديمية الفنون التي كان عضوًا فيها منذ عام 1969، وكذلك من نادي القلم (بالإنجليزية: PEN)‏ ، الذي كان قد عينه مستشار فخريا لـ «التعليم الذاتي».

بعد سقوط الجدارأثيرت ضده اتهامات بأنه قد عمل في وزارة أمن الدولة (مختصرها MfS) لسنوات عديدة. كان وفقا لها كانط منذ 5 آذار/مارس 1963 وحتى حتى 9 نيسان/أبريل 1976 عميلا مسجلا تحت الاسم المستعار "ا م مارتن". نفى كانط حتى النهاية أنه كان " موظفًا غير رسمي" في الوزارة المعنية"،  ونجح أكثر من مرة في الحصول على أحكام قضائية بمنع نشر في إجراء محاكمات لمنع نشر ملفاته لدى الهيئة الألمانية المتخصصة بفحص ملفات الاستخبارات الشرقية ستازي (مختصرها BStU)، ولكن لم يرد أي نفي لما نشرته مجلة شبيغل. الوثائق التي نشرها كارل كارينو وكتاب يواخيم والتر "الأدب منطقةً أمنية" (بالألمانية: Sicherungsbereich Literatur) لم تترك مجالًا للشك حول الصلات الوثيقة بينه وبين وزارة أمن الدولة. قبل وقت قصير عيد ميلاده الثمانين علق كانط على هذه القضية مقابلة إذاعية على النحو التالي:
صحيفة برلينر تسايتونج علقت قائلة: "من يهتم اليوم بما إذا كان كانط قد تحدث بصورة منتظمة إلى أمن الدولة بصقته كاتبا أم بصفته العميل مارتن، كما حاولوا أن يثبتوا له في التسعينيات؟ "  أما جريدة دي فيلت فتتنبأ بأن " ما سيبقى من الكاتب هيرمان كانط هو ملف كورينو عنه"  ، أما كانط نفسه فيأمل،" بأن يقال لي بين الحين والآخر، بعيدا عن الخير والشر: قد تكون وغدًا، ولكنك كنت كاتبا ممتازا! هذا كاف بالنسبة لي! " 
في منتصف التسعينيات تقاعد كانط في منزله في برالانك، وهو اسكان في منظقة خضراء خضراء تابعة لنوستريليتس، وبسب المشاكل الصحية التي بدأ يعاني منها عاش بين أواخر 2015 ووفاته عام 2016 في مسكن للعحزة في نويسترليتز

### حياته الشخصية
تزوج هيرمان كانط الأول في عام 1956 من ليليانا بفاو (و1931)، وزواجه الثاني كان في الأعوام 1971 إلى 1976 من فيرا أويلشليغل، وتزوج للمرة الثالثة في الأعوام 1985 إلى 1998 مع ماريون راينيش، ابنة العالم الموسيقي الألماني إرنست هيرمان مايرز.

## الجوائز والتكريمات

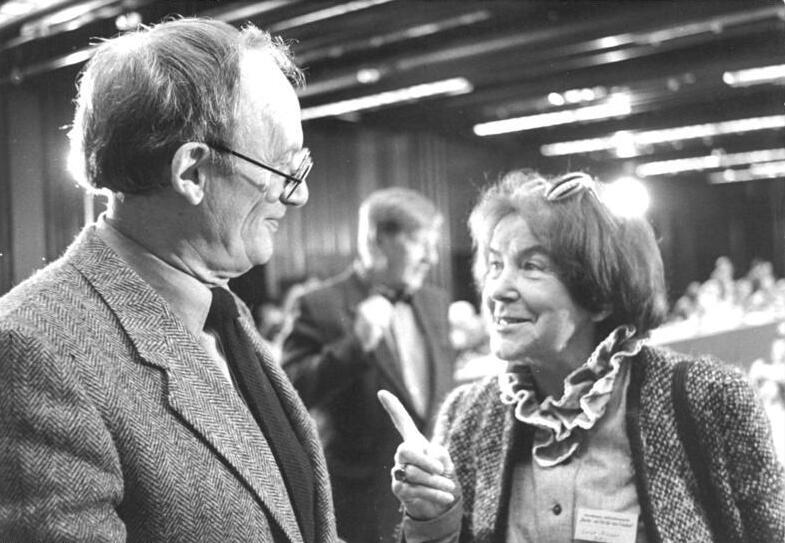
هيرمان كانط مع لويزه رينسر (1987)

- 1962 جائزة هاينريش هاينه من وزارة الثقافة في ألمانيا الشرقية
- 1963 جائزة FDGB للآداب
- 1967 جائزة هاينريش مان
- 1968 جائزة هاندل لمنطقة هالِه
- 1973 الجائزة الوطنية لجمهورية ألمانيا الديمقراطية
- 1976 - وسام الاستحقاق الوطني الفضي
- 1978 اللقب الفخري بطل العمل
- 1980 دكتوراه فخرية من جامعة جرايفسفالد
- 1983 الجائزة الوطنية من ألمانيا الشرقية من الدرجة الأولى للفن والأدب
- 1986 وسام الاستحقاق الوطني الذهبي
- 1986 وسام الصداقة لشعوب مجلس السوفيات الأعلى لاتحاد الجمهوريات الاشتراكية السوفياتية
- 1987 جائزة جوته لمدينة برلين

## أعماله (بالألمانية)

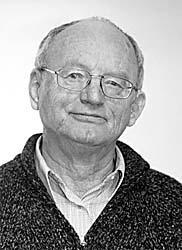
هيرمان كانت (2001)

- Ein bißchen Südsee, Erzählungen, Rütten & Loening, Berlin 1962, DNB 452307872
- Bertelsmann, Gütersloh 1968, DNB 457134259
- Die Aula, Roman, Rütten & Loening, Berlin 1965, DNB 452307864: [القاعة]: تدور أحداث الرواية حول إغلاق «كلية العمال والفلاحين» ABF التي أنشئت بعد الحرب العاملية الثانية لتأهيل قوى عاملة لإعادة بناء ألمانيا الشرقية وانتهى دورها، وتصل الراوي، وهو واحد من خريجيها الناجحين في المجتمع الألماني أن يلقي خطابًا في حفل تخريج فوجها الأخير. في سياق تحضيره للخطاب يستعرض الراوي ببعض النوستالجيا والكثير من روح الدعابة أعوام جمهورية ألمانيا الديمقراطية الأولى والحياة في الكلية ومصائر زملائه الطلاب بعد التخرج.
- In Stockholm, Reisebeschreibung, Bild Lothar Reher, 1971
- Das Impressum, Roman, 1972: [هيئة التحرير]: تدور أحداث هذه الرواية في هيئة تحرير مجلة مصورة انتقلت بعد تأسيس جمهورية ألمانيا الديمقراطية من الخطاب النازي إلى الخطاب الاشتراكي بهيئة تحرير تابعة للدولة، وتناقش انتقال المجتمع الألماني الشرقي بين العهدين في تاريخ المجلة وخلفيات شخوصها وعلاقتهم بمحيطهم في خضم أحداث الخمسينيات، في علاقة المجلة بمشتركيها وقرائها القدامى بماضيهم المؤيد للنازية.
- Eine Übertretung, Erzählungen, Rütten und Loenig, Berlin, 1975
- Der Aufenthalt, Roman, 1977: [الإقامة]: في أواخر الحرب العالمية الثانية يتعرض الجندي الألماني الشاب مارك نيبور إلى الأسر في بولندا، ويتهم بالخطأ بالمشاركة في جرائم حرب ويسجن مع المجرمين من جنرالات وضباط الجيش الألماني. يخوض الشاب مارك بما يتعرض له من تجارب في السجن وحوارات مع آسريه والمسجونين معه مسار تحول يؤدي به إلى القطع مع الهوياتية الألمانية القائمة على الفكر النازي.
- Der dritte Nagel, Erzählungen, Rütten und Loenig, Berlin, 1981
- Zu den Unterlagen, Publizistik, 1957–1980, 1981
- Krönungstag, Erzählung, 1986
- Bronzezeit, Erzählungen, 1986
- Die Summe, Satire ("Eine Begebenheit"), 1987
- Abspann, Erinnerungen, 1991
- Kormoran, Roman, 1994
- Escape. Ein WORD-Spiel, 1995
- Okarina, Roman, 2002
- Kino, Roman, 2005
- Die Sache und die Sachen, Gespräch mit Irmtraud Gutschke, 2007
- Kennung, Roman, Aufbau, Berlin 2010, ISBN 3-351-03301-X
- Lebenslauf. Zweiter Absatz, Aufbau, Berlin 2011, ISBN 978-3-351-03344-6
- Ein strenges Spiel, Kulturmaschinen-Verlag, Ochsenfurt 2015, ISBN 978-3-943977-60-8

## كُتب عنه
- بالإنكليزية: , Theodor Langenbruch: Dialectical Humor in Hermann Kant's novel "Die Aula". A study in Contemporary East German Literature, Bouvier. 1975, ISBN 3416009932

## أفلام
- 1962: يالك من سعيدة Ach Du ftöhliche ، DEFA ، المخرج: Günter Reisch (بناءً على سيناريو كانط)
- 1968: Mitten im kalten Winter في منتصف الشتاء البارد DFF المخرج: Ulrich Thein
- 1983: Der Aufenthalt الإقامة، DEFA ، إخراج فرانك باير
- 1991: Farßmann oder Zu Fuß in die Sackgasse, DEFA, Regie: Roland Oehme (basiert auf Der dritte Nagel, Bronzezeit, Die Sache Osbar und anderen Erzählungen Kants)